# Judy Niemack
Judy Niemack (Pasadena, 1954. március 11. –) amerikai dzsesszénekesnő.

## Pályakép
Judy Niemack a kaliforniai Pasadenában született zenész családban. Hét éves korától kezdett énekelni egy templomi kórusban. Tizenhétévesen a professzionális karrier mellett döntött. Három éven át tanult bel canto éneklést Pasadenában. A dzsessz-improvizációt Gary Fosternél tanulta a Pasadena City College-ban, aztán pedig a New England Conservatory of Music-ba és a Cleveland Institute of Music-ba járt. Miután 1975-ig klasszikus zenei tanulmányokat folytatott, visszatért Kaliforniába, hogy jazz-improvizációt tanuljon Warne Marshtól.
Niemack 1977-ben New Yorkba költözött, első jelentős fellépése a Village Vanguard klubban volt, ahol Warne Marsh zenekarával énekelt.
Az első albumát, a "By Heartot" New Yorkban vették fel, és 1977-ben adták ki. Azóta albuma jelent meg, emellett Toots Thielemans, James Moody, Lee Konitz, Clark Terry, Kenny Barron, Fred Hersch, Kenny Werner, Joe Lovano, Eddie Gómez és a WDR Big Band szerepelt vele.
1987-ben, amikor New Yorkban élt, Niemack megismerkedett Jeanfrançois Prins gitárossal. 1992-ben Niemack Brüsszelbe költözött, ahol dzsesszvokált tanított (Royal Conservatory of Brussels, Royal Conservatory of Antwerpen, the Royal Conservatory of the Hague).
1995-ben Berlinbe költözött, ahol a Jazz Voice professzora lett Németországban, tanított a Jazz Institut Berlinben. Később San Sebastianban is tanított (2003-2015).
Niemack három sikeres könyvet írt és adott ki a dzsesszéneklésről. Niemack kiemelkedő énektanítványai Dominique Lacasa, Marc Secara, Efrat Alony, Lucia Cadotsch, Erik Leuthäuser.
Niemack Thelonious Monk, Bill Evans, Richie Beirach, Pat Metheny és Kenny Dorham több mint 100 kompozíciójához írt dalszöveget, amelyek számos albumon jelentek meg.

## Albumok
- By Heart with Simon Wettenhall (1978)
- Blue Bop with Cedar Walton (1989)
- Long As You're Living (1990)
- Heart's Desire (1992)
- Beauty and the Prince with Jeanfrancois Prins (1993)
- Straight Up (1993)
- Mingus, Monk & Mal with Mal Waldron (1995)
- Night and the Music (1997)
- About Time (2002)
- Jazz Singer's Practice Session (2004)
- What's Goin' On? (2005)
- Blue Nights (2007)
- In the Sundance (2009)
- Listening to You with Dan Tepfer (2017, recorded in 2012)
- New York Stories with Jim McNeely, DR Big Band (2018)
- Sing Your Song with Wolfgang Koehler (2019)

## Fordítás
Ez a szócikk részben vagy egészben  a   Judy Niemack című angol Wikipédia-szócikk ezen változatának fordításán alapul.  Az eredeti cikk szerkesztőit annak laptörténete sorolja fel. Ez a jelzés csupán a megfogalmazás eredetét és a szerzői jogokat jelzi, nem szolgál a cikkben szereplő információk forrásmegjelöléseként.